# Lechów (województwo świętokrzyskie)
Lechów – wieś w Polsce, położona w województwie świętokrzyskim, w powiecie kieleckim, w gminie Bieliny.
W latach 1975–1998 miejscowość administracyjnie należała do województwa kieleckiego. Historycznie położone w Małopolsce (ziemia sandomierska)

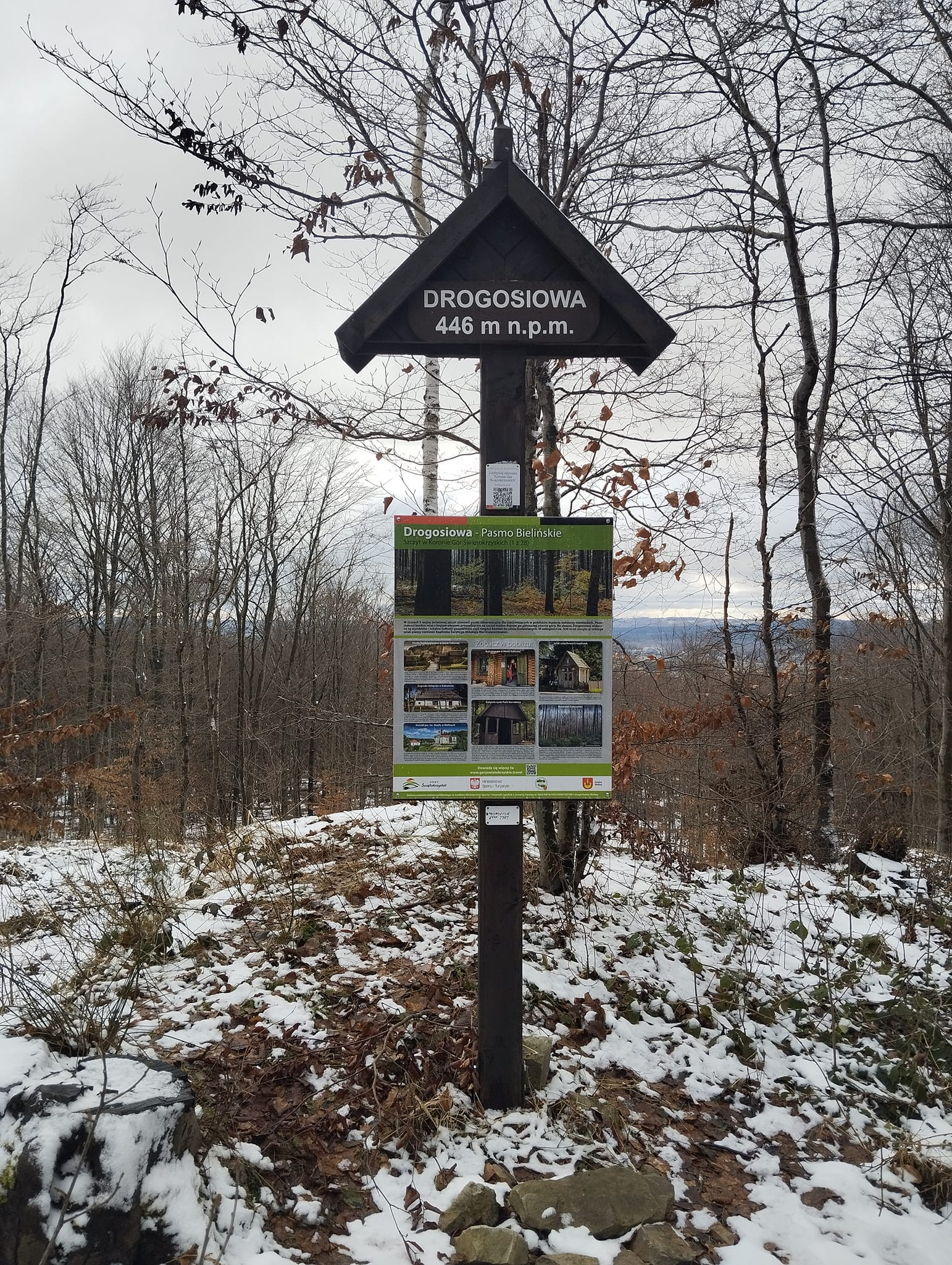
Drogosiowa - Pasmo Bielińskie

## Części wsi
| SIMC    | Nazwa       | Rodzaj    |
| ------- | ----------- | --------- |
| 0227710 | Brzyska     | część wsi |
| 0227726 | Dąbrowa     | część wsi |
| 0227732 | Drogosiowe  | część wsi |
| 0227749 | Górki       | część wsi |
| 0227755 | Jaźwiny     | część wsi |
| 0227761 | Kąty        | część wsi |
| 0227778 | Łaz         | część wsi |
| 0227784 | Łazki       | część wsi |
| 0227790 | Łęki        | część wsi |
| 0227809 | Poddąbrowie | część wsi |
| 0227815 | Poddębinie  | część wsi |
| 0227821 | Podół       | część wsi |
| 0227838 | Podrudzie   | część wsi |
| 0227844 | Przyłogi    | część wsi |
| 0227850 | Rajczyn     | część wsi |
| 0227867 | Stara Wieś  | część wsi |
| 0227873 | Węgliska    | część wsi |
| 0227880 | Wyprawy     | część wsi |

## Historia
Lechów obok Bielin jest jedną z najstarszych miejscowości w Gminie Bieliny. Pierwsze wzmianki o miejscowości są związane z klasztorem świętokrzyskim, a dokładniej – z ustalaniem granic między dobrami opactwa benedyktynów a ziemiami biskupstwa krakowskiego i biskupstwa włocławskiego.
W 1374 roku przy opisie granic po raz pierwszy został wymieniony Lechowicz, który graniczył z Ratajami (Wólka Milanowska).
W XV wieku były dwie miejscowości o tej samej nazwie - Lechów major, czyli większy, należał do kapituły krakowskiej. A Lechów minor, czyli mniejszy (dzisiejszy Lechówek), był własnością biskupów włocławskich. 
Jan Długosz wspomina o Lechowie należącym do biskupów włocławskich. Lechów przez niego opisany miał 7 osiadłych łanów kmiecych i sołectwo osadzone na 2 łanach. Nie było tu folwarku ani karczmy. Kmiecie byli wolni od pańszczyzny i danin, natomiast mieli obowiązek 2-3 razy w roku uczestniczyć w łowach. Musieli także opłacać czynsz, a sołtys był zobowiązany brać udział w pospolitym ruszeniu.

W XV wieku Lechów i Bieliny były miejscowościami prawie jednakowej wielkości. Ich znaczne zróżnicowanie nastąpiło później, według oszacowania z roku 1529, wartość wsi Bieliny była trzykrotnie większa od wartości Lechowa (podobnie jak wysokość dziesięciny). Lechów opłacał dodatkowo dziesięcinę w wysokości 2 grzywien do kościoła parafialnego św. Michała Archanioła w Łagowie.

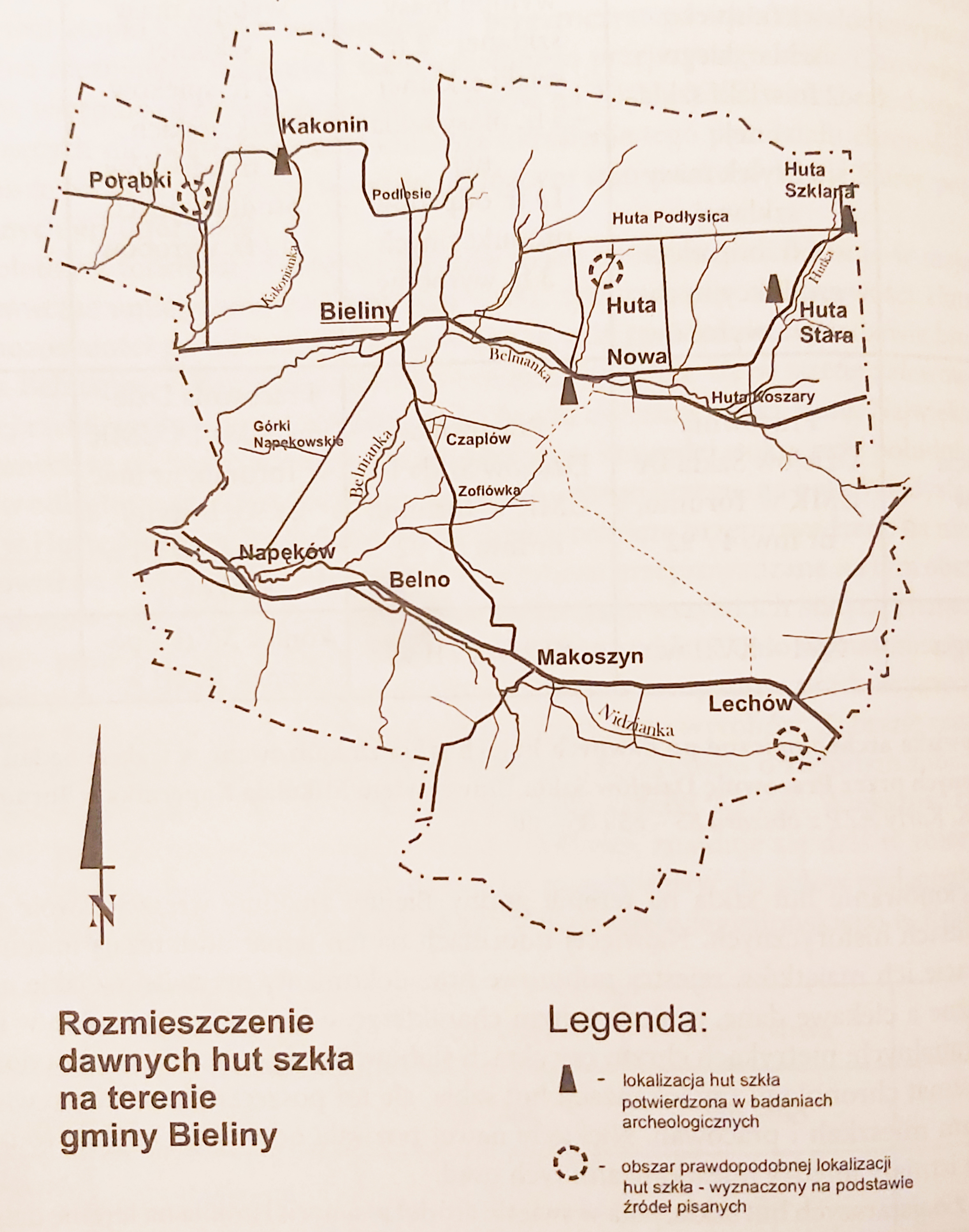

W 1421 roku biskup krakowski Wojciech Jastrzębiec zakupił za 15 grzywien sołectwo w Lechowie i powierzył je braciom: Mikołajowi, Tomaszowi oraz Klemensowi, synom Jakuba z Górna. Pozwolił na wybudowanie młyna na rzece Mniszek. Na terenie gminy Bieliny, w różnych okresach, istniało wiele młynów. Działały one niemal w każdej z tutejszych wsi, przynajmniej przez krótki czas. Obecnie po większości z nich nie pozostał nawet ślad. Najstarsze informacje o działających tu młynach pochodzą już z pierwszej połowy XV wieku i dotyczą Lechowa. W źródłach dziejowych znaleźć można informacje, że w 1421 roku biskup krakowski Wojciech Jastrzębiec, zamierzał lokować na terenach należących do wsi Lechów i Bodzencinek nową osadę, która miała przyjąć nazwę od jego imienia - Wojciechów. W przywileju nadanym sołtysowi, którego zadaniem było sprowadzenie nowych osadników, znalazło się także pozwolenie na wybudowanie młyna na rzece Mniszek alias Bodzancinka. W późniejszych dokumentach nazwa nowej osady nie pojawia się już, nie spotyka się także w tej okolicy rzeki o wspomnianej nazwie.
Jedna z najstarszych hut szkła istniejąca na terenie dzisiejszej gminy Bieliny również była zlokalizowana w okolicach Lechowa, prawdopodobnie nad rzeką Nidzianką. Huta z terenu Lechowa dostarczała wyrobów szklanych nie tylko dla dworu biskupiego, ale również na wielki rynek krakowski. Obok zwykłych szyb i prostych naczyń produkowano tu szkła luksusowe, wilkomy cechowe czy szklanice obrączkowe. Huta ta zatrudniała 5 pracowników podczas gdy w większości ówczesnych zakładów szklarskich zatrudniano najczęściej 2 – 3 pracowników, rzadko więcej.
W 1864 roku po upadku powstania styczniowego również mieszkańcy Lechowa, należącego wcześniej do Dóbr Napękowskich Kapituły Katedralnej Krakowskiej, liczyli na przeprowadzenie we wsi kolonizacji. Włościanie nie odrabiali wprawdzie pańszczyzny, ale opłacali czynsz na rzecz folwarku. Od północy i południa Lechów graniczył z lasami rządowymi należącymi do Straży Orłowiny Leśnictwa Łagów, od wschodu - z dobrami rządowymi wsi Lechówek, zaś na zachodzie - z dobrami rządowymi wsi Makoszyn. Cała wieś w tym czasie liczyła około 70 chałup i nie była tak rozrzucona jak dzisiaj. Gospodarstwa tworzyły zwartą zabudowę po obu stronach traktu z Kielc do Łagowa. Na skraju wsi od Kielc po północnej stronie drogi znajdowała się karczma z zajazdem. Za nią wyznaczony został grunt pod projektowaną w tym miejscu osadę leśną. Wschodni koniec wsi sięgał miejsca, gdzie dzisiaj odchodzi droga do Bartoszowin. Tylko jedna osada była położona z dala od drogi, na tak zwanym Podmłyniu (na południowy wschód od wsi).
Z Lechowa przez tak zwane Mostki prowadziła droga do Huty Nowej. Obszar na wschód od niej nazywany był Porębą. W lesie po obu stronach znajdowały się cztery duże polany z łąkami i pastwiskami: Paprotni Kąt, Suche Łazy, Łazki i Jaźwiny. Łąki i pastwiska były także przy drodze do Bartoszowin - Brzyszczane Przyłogi, Brzyska i Drogosiowe. Duże obszary łąk znajdowały się po obydwu stronach drogi do Makoszyna (Padół i Podmłynie) i pod lasem na południe od wsi (Węgliska Duże i Węgliska Małe). Obszary uprawne Lechowa rozrzucone były na znacznym obszarze. Pola znajdujące się na północ od wsi, to Zagórze, na południe- Zagumnie, Besztek (nad rzeką) i Łęczyny (przy drodze do Orłowin). Po lewej stronie drogi do Łagowa - Łęki i Rajczyn, a po prawej - Pułanki i Granice. Najbardziej na wschód wysunięte były pola Podrudzia. 
W wieku XIX Lechów leżał na samej granicy powiatu opatowskiego. 
Po 1918 roku porządkowano we wsiach sprawy własnościowe. Parcelowano pozostałości majątków państwowych i osady karczemne między innymi w Lechowie rozparcelowano „karczmarkę” o powierzchni 5,30 ha na dwie osady rolne i działkę szkolną. Likwidowano serwituty pastewne i leśne, nadając chłopom z majątku lasów państwowych dodatkowe przydziały ziemi poleśnej i lasów. 
Na odcinku około trzystu metrów przy drodze Kielce - Łagów znajdowały się wszystkie lechowskie budynki w kilku liniach zabudowy. W 1929 roku część mieszkańców złożyła wniosek do urzędu wojewódzkiego w Kielcach o przeprowadzenie scalenia gruntów. Władze w odpowiedzi proponowały przesiedlenie właścicieli najdrobniejszych gospodarstw na wschodnie lub zachodnie rubieże kraju ale bezskutecznie. Scalenie gruntów rozpoczęto w 1932 roku. Wyłączone z niego zostały: działka szkolna, cmentarze - epidemiczny w uroczysku Osiny i wojenny z czasów I wojny światowej, grzebowisko zwierzęce, kopalnia piasku i dwie pralnie - stawki służące do ogólnego prania. W 1933 roku geometra Walenty Stanek sporządził plan gruntów wsi Lechów. Komasacją zostały objęte pola na północ od rzeki Nidzianki oraz na południe od rzeki. Przy zamianie gruntów nastąpiło wiele problemów. Niektórzy rolnicy w zamian za grunty orne otrzymali pastwiska ze zwałami kamieni i pniami po wyciętym lesie, na innych działkach znajdowały się stare drogi oraz okopy z czasów I wojny światowej. Liczne skargi kierowano do wojewody, ministra rolnictwa, a nawet bezpośrednio do premiera Felicjana Sławoja Składkowskiego oraz prezydenta Ignacego Mościckiego. W wyniku nowego urządzenia wsi Lechów powstało pięć osiedli do zabudowy. Największe osiedle znajdowało się przy drodze Kielce-Łagów i liczyło 90 osad. Powstały także przysiółki: Jaźwiny-Łazki (20 osad), Dębina-Rozin (17 osad), Dąbrówka-Łęki i Węgliska. Do wspólnoty wsi Lechów należały: plac i grunt szkolny (1,74 ha), kopalnia piasku (0,77 ha), cmentarz wojenny (410 m² ), plac przed kuźnią (270 m² ) i teren przy studni (20 m² ). Komasacja została zatwierdzona w 1936 roku,
Na terenie wsi Lechów działała jedna z siedmiu szkół w Gminie Bieliny. Zakup budynku dla szkoły w tej miejscowości został dokonany ze środków całej gminy. W 1929 roku funkcjonowała 7-klasowa szkoła w Lechowie dla Lechowa i Makoszyna. Po zakończeniu nauki uczniowie mogli uzupełnić wykształcenie w szkole w Bielinach. 

### Parafia
Wieś Lechów od początku swego istnienia należała do parafii świętego Michała Archanioła w Łagowie. Jan Długosz pisał, że do tej parafii należało także miasto Łagów wraz z Gęsicami, Pawłową Wolą, Piotrowem, Piórkowem, Sędkiem i Zamkową Wolą. W XVI wieku Lechów został przeniesiony do utworzonej przez biskupa włocławskiego Zbyluta parafii w Zbelutce. Wraz z Lechowem należały do niej: Baranów, Janczyce, Piotrów, Szadek oraz Zbelutka wraz z karczmami. W drugiej połowie XVI wieku (między 1565 a 1578 rokiem), kiedy w Baćkowicach wokół dotychczasowego kościoła filialnego utworzono samodzielną parafię, Lechów (większy) wrócił do macierzystej parafii łagowskiej. Od tego czasu aż do początków XX wieku pozostawał w jej zasięgu.
W 1925 roku parafia Bieliny i 17 innych parafii na mocy konstytucji Apostolskiej Vixdum Poloniae została przeniesiona z diecezji sandomierskiej do kieleckiej i jednocześnie podporządkowana władzy dziekana daleszyckiego. Do parafii Bieliny przyłączone zostały dwie miejscowości - Lechów z parafii Łagów (która pozostała nadal w diecezji sandomierskiej) i Orłowiny z parafii Cisów. Spotkało się to z oporem ich mieszkańców. Wystosowali oni pismo do nuncjusza apostolskiego w Warszawie, który zaprosił do siebie delegację obu wsi. W czasie pobytu delegacji w stolicy chciano pochować w Łagowie mieszkańca Lechowa. Ksiądz według prawa kościelnego nie mógł wyrazić na to zgody i o sprawie poinformował władze administracyjne. Starosta opatowski nie zezwolił na pogrzebanie zwłok i wydał polecenie posterunkowi policji, by wystawić straże oraz zezwolił w razie konieczności na użycie broni palnej przeciw wzburzonym parafianom. Proboszcz telegraficznie porozumiał się z nuncjuszem apostolskim i ten udzielił pozwolenia na pogrzebanie zwłok na cmentarzu w Łagowie. Chciano uniknąć konfliktu, ponieważ w niedalekim Szumsku działał kościół narodowy i obawiano się zwiększenia jego wpływu w tej okolicy. Wbrew prawu kościelnemu faktycznie zachowano dotychczasowy podział dla mieszkańców Lechowa i Orłowin.
W 1937 roku podjęto próbę przyłączenia Lechowa do kościoła parafialnego powstałego w Makoszynie. 14 czerwca tego roku przeprowadzono w szkole w Lechowie plebiscyt. Uprawnieni do głosowania mieszkańcy miejscowości byli wzywani imiennie do sali gdzie ogłaszali swoją decyzję komisji, składającej się z przedstawicieli kurii z Kielc i Sandomierza oraz mieszkańców wsi: Jana Szczepaniaka i Tomasza Opali. Na 414 uprawnionych w plebiscycie wzięło udział 242 osoby z czego jedynie 9 głosowało za przyłączeniem do Makoszyna. Z tego względu nowo powstała parafia objęła tylko dwie miejscowości Belno i Makoszyn.

### Szkoła
Nie wiadomo dokładnie kiedy powstała szkoła w Lechowie. Wiarygodnym świadectwem źródłowym jest dopiero odnaleziony w Archiwum Państwowym w Kielcach raport pisarza gminnego do Kieleckiej Dyrekcji Nauki informujący, że w 1914 r. postanowiono w gminie Bieliny otworzyć szkoły, w tym we wsi Lechów. Obwód szkoły obejmował tylko wieś Lechów. Była to zatem dostatecznie duża pod względem liczby ludności miejscowość. Zapisano, że w 1914 r. posiadała 987 mieszkańców obu płci. Do szkoły miało uczęszczać 89 dzieci w wieku 8-11 lat. Planowano zatrudnienie 2 nauczycieli.
Kontynuację funkcjonowania szkoły w Lechowie potwierdza odbywające się w dniu 16 października 1922r. posiedzenie Dozoru Szkolnego w Bielinach. W protokole posiedzenia wymienione są miejscowości, w których istniały szkoły: Bieliny Kapitulne, Huta Nowa - Podłysica, Kakonin, Huta Nowa - Koszary, Bartoszowiny, Lechów, Belno.
W protokole z zebrania Dozoru Szkolnego w grudniu 1929 r. znajdują się zapisy poświadczające istnienie następujących szkół: siedmioklasowej szkoły powszechnej w Bielinach Kapitulnych, siedmioklasowej szkoły powszechnej w Lechowie, pięcioklasowej szkoły powszechnej w Porąbkach, dwuklasowej szkoły powszechnej w Hucie Podłysicy.
25 września 1939 r. starosta powiatu kieleckiego – dr Burkhard, zarządził otwarcie wszystkich szkół powszechnych na podległym terenie. Wykonanie tego zarządzenia było jednak w przypadku Lechowa bardzo utrudnione z uwagi na prawie doszczętne spalenie i zniszczenie wsi. Nie można było wynająć odpowiedniej izby na cele szkolne. Jednak w Lechowie szkoła w późniejszym czasie została uruchomiona. Świadczy o tym, „Kwestionariusz dla niemieckich i polskich szkół powszechnych” z dnia 1 lutego 1940 r. znajdujący się w Archiwum Państwowym w aktach Urzędu Szkolnego Kieleckiego. Wynika z niego, że w tym roku w czterech klasach, 132 uczniów nauczał jeden nauczyciel. Z programów nauczania usunięto historię, geografię, z języka polskiego elementy patriotyczne. Zamiast lekcji wychowania fizycznego codziennie miała być prowadzona 10 minutowa gimnastyka rekreacyjna. W lutym i marcu 1940 r. przeprowadzono akcje zbierania podręczników przedwojennych. Wiadomo, że taka akcja odbyła się w Hucie Podłysicy, wiec prawdopodobnie w innych szkołach na terenie gminy, w tym i w Lechowie również miała miejsce.
Sprawom podręczników szkolnych i książek z bibliotek uczniowskich poświęcał okupant wiele miejsca w swoich zarządzeniach. Placówkom szkolnym polecano kategoryczne usunięcie książek według Niemców szkodliwych czy niepożądanych. Na mapie powiatu kieleckiego ukazującej stan sieci szkolnej z dnia 15 października 1945 r. przy punkcie szkolnym w Lechowie znajduje się czerwona kreska, co oznaczało szkołę chwilowo nieczynną.
Cenną pomocą była prowadzona w ramach odbudowy wsi i miast tzw. ”akcja barakowa”. Ministerstwo Odbudowy przydzielało różnego rodzaju baraki najbardziej zniszczonym powiatom na obiekty użyteczności publicznej, w tym szkoły. W latach 1946–1947 powiat kielecki otrzymał 35 baraków szkolnych. Jak wynika z dokumentu z 1946 r., skierowanego do Kuratorium Okręgu Szkolnego Kieleckiego, miejscowość Lechów uzyskała taki barak.
Z dokumentu Gminnej Komisji Oświaty i Kultury w Bielinach, tj. „Ogólnego sprawozdania ze stanu oświaty w Bielinach od 1.9.1950 r.” można dowiedzieć się, że stopień organizacyjny szkoły w Lechowie to 6 oddziałów, 3 nauczycieli, w tym 2 niewykwalifikowanych i 170 dzieci. W roku 1955 kierownikiem placówki był Edward Słotwiński, a nowo wybranym przewodniczącym Komitetu Rodzicielskiego Antoni Bera. Komitet Rodzicielski zobowiązał się 23 października 1955 r. ogrodzić plac szkolny, podjąć działania w sprawie budowy nowego obiektu szkolnego - zimą zwieźć kamień i piasek na budowę.
Mieszkańcy Lechowa pragnąc poprawić warunki nauki swych dzieci zawiązali Społeczny Komitet Budowy Szkoły, który zbierał fundusze i gromadził materiały budowlane na nowy obiekt. Szkoła dysponowała dużą powierzchnią działki w centrum wsi, nie było więc kłopotów z jej lokalizacją.
W 1968 r. rozpoczęła się budowa nowej, dużej szkoły wraz z salą gimnastyczną. Tempo robót było bardzo dobre. Nie sposób nie podkreślić, iż wiele prac niefachowych takich jak: rozładunek materiałów budowlanych, przenoszenie cegieł w odpowiednie miejsce, plantowanie terenów i ich zagospodarowanie było udziałem młodzieży szkolnej i nauczycieli oraz mieszkańców wsi. W roku szkolnym 1971/72 uczniowie przeszli do nowego obiektu. Przez ponad 20 lat była to największa i najnowocześniejsza szkoła w gminie Bieliny.